# The Mullets
The Mullets est une série télévisée de sitcom américaine en onze épisodes de 22 minutes, dont seulement huit épisodes ont été diffusés entre le 11 septembre 2003 et le 17 mars 2004 sur le réseau UPN.
Cette série est inédite dans tous les pays francophones.

## Fiche technique
Sauf indication contraire, les informations mentionnées dans cette section peuvent être confirmées par la base de données cinématographiques IMDb,  présente dans la section « Liens externes ».
- Titre original : The Mullets
- Réalisation : Gail Mancuso, Dennis Dugan et John Blanchard
- Scénario : Bill Oakley, Josh Weinstein, Neal Boushell, Aaron Ehasz, Sam O'Neal, Reid Harrison, Jordan Hawley, Tom Huang, John O'Bryan, William Schifrin, Eric Horsted et Patric M. Verrone
- Photographie : Rick F. Gunter et Gregg Heschong
- Musique : Eric Speier
- Casting : Nicole Arbusto et Joy Dickson
- Montage : David Rogers
- Décors : Amy Vuckovich
- Production : Thomas Lofaro
  - Producteur délégué : Bill Oakley, Josh Weinstein, Eric Tannenbaum et Kim Tannenbaum
  - Producteur consultant : Dave Thomas
  - Coproducteur : Aaron Ehasz
  - Coproducteur délégué : Eric Horsted
- Sociétés de production : The Tannenbaum Company et Warner Bros. Television
- Société de distribution : Warner Bros. Television
- Chaîne d'origine : UPN
- Pays d'origine :  États-Unis
- Langue originale : anglais
- Genre : sitcom
- Durée : 22 minutes

## Distribution

### Acteurs principaux
- Michael Weaver : Dwayne Mullet
- David Hornsby (en) : Denny Mullet
- Loni Anderson : Mandi Mullet-Heidecker
- John O'Hurley : Roger Heidecker

### Acteurs récurrents et invités
- Anne Stedman (en) : Melanie (11 épisodes)
- Ben Tolpin : Gordo (10 épisodes)
- Mark Christopher Lawrence : Bill (5 épisodes)
- Joyce Brothers : Dr Joyce Brothers
- Mike Grief : un mec
- Joe Hart
- David Henrie
- Angela Little : la fille en bikini
- Scott Menville : Scott
- Paige Peterson : une fille en bikini
- Roddy Piper : lui-même
- Kevin G. Schmidt
- Nate Torrence : Tud
- Adam West : lui-même
- Thomas F. Wilson : Lyle Turner

## Épisodes
1. Smackdown
2. Love Freakin' Story
3. Raging Waters
4. Touched by a Mullet / Quizzardry
5. Grudge Match
6. Smoke on the Water
7. Losin' It
8. Silent But Deadly / Silent Treatment
9. Airway to Heaven / Air Guitar
10. Sweeeet Emotion / Melanie + Steve Sharp
11. Roger Gone Wild